# Мілфорд (Канзас)
Мілфорд (англ. Milford) — місто (англ. city) в США, в окрузі Гірі штату Канзас. Населення — 408 осіб (2020).

## Географія
Мілфорд розташований за координатами 39°10′22″ пн. ш. 96°54′38″ зх. д. / 39.17278° пн. ш. 96.91056° зх. д. (39.172799, -96.910581).  За даними Бюро перепису населення США в 2010 році місто мало площу 1,54 км², уся площа — суходіл.

## Демографія
Згідно з переписом 2010 року, у місті мешкало 530 осіб у 203 домогосподарствах у складі 133 родин. Густота населення становила 345 осіб/км².  Було 272 помешкання (177/км²).
Расовий склад населення:
| - 83,4 % — білих - 5,7 % — чорних або афроамериканців - 0,9 % — азіатів - 0,4 % — корінних американців - 0,2 % — вихідців з тихоокеанських островів - 1,3 % — осіб інших рас |

До двох чи більше рас належало 8,1 %. Частка іспаномовних становила 5,7 % від усіх жителів.
За віковим діапазоном населення розподілялося таким чином: 25,8 % — особи молодші 18 років, 65,0 % — особи у віці 18—64 років, 9,2 % — особи у віці 65 років та старші. Медіана віку мешканця становила 32,8 року. На 100 осіб жіночої статі у місті припадало 118,1 чоловіків;  на 100 жінок у віці від 18 років та старших — 117,1 чоловіків також старших 18 років.
Середній дохід на одне домашнє господарство  становив 54 393 долари США (медіана — 34 306), а середній дохід на одну сім'ю — 72 879 доларів (медіана — 61 250). За межею бідності перебувало 2,8 % осіб, у тому числі 0,0 % дітей у віці до 18 років та 0,0 % осіб у віці 65 років та старших.
Цивільне працевлаштоване населення становило 160 осіб. Основні галузі зайнятості: публічна адміністрація — 27,5 %, освіта, охорона здоров'я та соціальна допомога — 18,1 %, роздрібна торгівля — 14,4 %.